# Franz Hammerl
Franz Hammerl (9 ottobre 1919 – 31 luglio 2001) è stato un calciatore tedesco, di ruolo centrocampista.